# UnitedHealthcare Pro Cycling Team/Saison 2012
Dieser Artikel listet Erfolge und Fahrer des UnitedHealthcare Pro Cycling Teams in der Saison 2012 auf.

## Erfolge in der America Tour
| Datum        | Rennen                                       | Kat. | Fahrer          |
| ------------ | -------------------------------------------- | ---- | --------------- |
| 2. Mai       | 1. Etappe Tour of the Gila                   | 2.2  | Rory Sutherland |
| 2.–6. Mai    | Gesamtwertung Tour of the Gila               | 2.2  | Rory Sutherland |
| 12.–17. Juni | Gesamtwertung Tour de Beauce                 | 2.2  | Rory Sutherland |
| 22. Juni     | Meisterschaft von Curaçao – Einzelzeitfahren | CN   | Marc de Maar    |
| 24. Juni     | Meisterschaft von Curaçao – Straßenrennen    | CN   | Marc de Maar    |
| 7. August    | 1. Etappe Tour of Utah                       | 2.1  | Rory Sutherland |
| 10. August   | 4. Etappe Tour of Utah                       | 2.1  | Jake Keough     |
| 25. August   | 6. Etappe USA Pro Cycling Challenge          | 2.HC | Rory Sutherland |

## Erfolge in der UCI Europe Tour
| Datum         | Rennen                     | Kat. | Fahrer             |
| ------------- | -------------------------- | ---- | ------------------ |
| 16. August    | 1. Etappe Volta a Portugal | 2.1  | Jay Robert Thomson |
| 21. August    | 6. Etappe Volta a Portugal | 2.1  | Jason McCartney    |
| 23. August    | 7. Etappe Volta a Portugal | 2.1  | Kai Reus           |
| 13. September | 5. Etappe Tour of Britain  | 2.1  | Marc de Maar       |

## Abgänge – Zugänge
| Zugänge            | Team 2011                        | Abgänge          | Team 2012                           |
| ------------------ | -------------------------------- | ---------------- | ----------------------------------- |
| Jeff Louder        | BMC Racing Team                  | Christian Meier  | Orica GreenEdge                     |
| Marc de Maar       | Quick Step                       | Max Jenkins      | Competitive Cyclist Racing Team     |
| Philip Deignan     | Team RadioShack                  | Morgan Schmitt   | Team Exergy                         |
| Jason McCartney    | Team RadioShack                  | Scott Zwizanski  | Team Optum-Kelly Benefit Strategies |
| Jay Robert Thomson | Bissell Cycling                  | Charles Wegelius | Karriereende                        |
| Kai Reus           | Cyclingteam de Rijke             | Andrew Pinfold   | Unbekannt                           |
| Benjamin Day       | Kenda-5-Hour Energy Cycling Team |                  |                                     |

## Mannschaft
| Name               | Geburtstag        | Nationalität       |
| ------------------ | ----------------- | ------------------ |
| Hilton Clarke      | 11. Juli 1979     | Australien         |
| Jonathan Clarke    | 18. Dezember 1984 | Australien         |
| Benjamin Day       | 11. Dezember 1978 | Australien         |
| Philip Deignan     | 7. September 1983 | Irland             |
| Robert Förster     | 27. Januar 1978   | Deutschland        |
| Davide Frattini    | 6. August 1978    | Italien            |
| Adrian Hegevary    | 15. Januar 1984   | Vereinigte Staaten |
| Christopher Jones  | 6. August 1979    | Vereinigte Staaten |
| Jake Keough        | 18. Juni 1987     | Vereinigte Staaten |
| Jeff Louder        | 8. Dezember 1977  | Vereinigte Staaten |
| Marc de Maar       | 15. Februar 1984  | Curaçao            |
| Jason McCartney    | 3. September 1973 | Vereinigte Staaten |
| Karl Menzies       | 17. Juni 1977     | Australien         |
| Boy van Poppel     | 18. Januar 1988   | Niederlande        |
| Kai Reus           | 11. März 1985     | Niederlande        |
| Rory Sutherland    | 8. Februar 1982   | Australien         |
| Jay Robert Thomson | 12. April 1986    | Südafrika          |
| Bradley White      | 15. Januar 1982   | Vereinigte Staaten |